# Alain Claude Sulzer
Alain Claude Sulzer (Riehen, 17 febbraio 1953) è uno scrittore svizzero alemanno.

## Biografia
Alain Claude Sulzer è nato nel 1953 a Riehen, nel Canton Basilea Città, dove risiede tuttora.
Dopo una formazione da bibliotecario, ha lavorato come giornalista prima di esordire nella narrativa nel 1983 con il romanzo Das Erwachsenengerüst aggiudicandosi il Premio letterario della città di Colonia.
Autore di romanzi, saggi e raccolte di racconti, è stato insignito nel 2008 del Prix Médicis étranger per il romanzo Un cameriere perfetto.

## Opere principali
- Das Erwachsenengerüst (1983)
- Bergelson (1985)
- Das Künstlerzimmer (1988)
- Die siamesischen Brüder (1990)
- Urmein (1998)
- Annas Maske (2001)
- Un cameriere perfetto (Ein perfekter Kellner, 2004), Lugano, ADV Advertising Company, 2013 traduzione di Domenico Pinto ISBN 978-88-7922-103-0.
- Privatstunden (2007)
- Zur falschen Zeit (2010)
- Il concerto (Aus den Fugen, 2012), Palermo, Sellerio, 2013 traduzione di Emanuela Cervini ISBN 978-88-389-3082-9.
- Post scriptum (Postskriptum, 2015), Palermo, Sellerio, 2016 traduzione di Margherita Carbonaro ISBN 978-88-389-3519-0.

## Alcuni riconoscimenti
- Prix Médicis étranger: 2008 vincitore con Un cameriere perfetto
- Prix des auditeurs de la RTS: 2009 vincitore con Un cameriere perfetto
- Premio Hermann Hesse: 2009 vincitore con Privatstunden